# 22e régiment d'artillerie
Pour les articles homonymes, voir 22e régiment.
Le 22e régiment d'artillerie (22e RA) est une unité d'artillerie de l'armée française, formée pendant le siège de Paris en 1870.

## Création et différentes dénominations
- 1er novembre 1870 : formation du 22e régiment d'artillerie (22e RA)
- 1872 : reconstitution du 22e régiment d'artillerie (22e RA) conformément au décret du 20 avril 1872
- 1883 : 22e régiment d'artillerie de campagne (22e RAC)
- 16 février 1919 : Régiment de marche n°22/255,  par regroupement avec le 255e régiment d'artillerie
- 1919 : 22e régiment d'artillerie de campagne (22e RAC)
- 1923 : dissous
- 1939 : 22e régiment d'artillerie divisionnaire (22e RAD)
- 18 juin 1940 : régiment détruit à cette date

## Colonels et chefs de corps
- 3 novembre 1870 : Elisabeth Henri Augustin Villiers
- 13 décembre 1870 : Charles Eugène de Gressot
- 16 avril 1871 : Paul Edouard Hennet
- 1874 : colonel Delange
- 1878 : Albert Peting de Vaulgrenant[1]
- 1883 : colonel Condren
- 1888 : colonel Noël
- 1892 : colonel Decharme
- 1894 : colonel Avon
- 1895 : colonel de Maistre
- 1897 : colonel Méert
- 3 août 1914 : Jean Estienne
- 4 mars 1916 : lieutenant-colonel de Miribel
- 18 décembre 1916 : lieutenant-colonel Cavally
- 2 mars 1918 : lieutenant-colonel de Bonnault

## Historique des garnisons, combats et batailles

### 1870 - 1914
Le régiment est formé le 1er novembre 1870 pendant le siège de Paris, avec des batteries provenant,,, :
- 1re batterie un détachement d'artillerie du régiment monté de la Garde impériale
- 2e batterie un détachement d'artillerie du 11e régiment monté de la Garde impériale et de chasseurs à pied
- 3e batterie un détachement d'artillerie du 11e régiment monté de la Garde impériale
- 4e batterie du 12e régiment d'artillerie
- 5e batterie du 13e régiment d'artillerie
- 6e batterie du 14e régiment d'artillerie
- 7e batterie du 15e régiment d'artillerie
- 8e batterie du 18e régiment d'artillerie
- 9e batterie du 18e régiment d'artillerie
- 10e batterie du 19e régiment d'artillerie
- 11e batterie du 19e régiment d'artillerie

Le régiment participe à la défense de Paris et se trouve engagé à la bataille de Champigny, le 30 novembre 1870 où les batteries tiennent leur position malgré les lourdes pertes subies à la deuxième bataille du Bourget le 21 décembre 1870 et à la bataille de Montretout lors de la 2e bataille de Buzenval le 19 janvier 1871.
Il prend ses quartiers à Versailles à partir du 18 mars 1871.
Conformément au décret du 20 avril 1872 il est reconstitué avec 8 de ses batteries, 2 batteries du 9e régiment d'artillerie et 1 batterie du 17e régiment d'artillerie. Il cède en même temps 5 batteries au 16e régiment d'artillerie et 1 batterie au 26e régiment d'artillerie.
En 1873, il fait partie de la 3e brigade d'artillerie, garde 8 de ses batteries, reçoit 1 batterie du 11e régiment d'artillerie et verse 2 batteries au 31e régiment d'artillerie et ses 2 batteries au 35e régiment d'artillerie.

### Première Guerre mondiale

#### Affectation
En 1914, il est caserné à Versailles et est rattachée en temps de paix à la 3e brigade d'artillerie. Composé de trois groupes, de neuf batteries de 75 modèle 1897 (trente-six canons), le régiment forme l'artillerie divisionnaire de la 6e division d'infanterie, ou AD/6. En août 1914, la division est renforcée par une section légère d'aviation formée de deux avions Blériot et de trois pilotes observateurs.
Le groupe de renforcement du 22e rac composé de trois batteries (dépôt Versailles), forme dès le début du conflit le 2e groupement d'artillerie de campagne de la 53e division d'infanterie, ou AD/53, dont il suit le mouvement indépendamment du reste du régiment. Le 1er avril 1917, il constitue le 2e groupe (21e, 22e et 23e batteries) du 243e rac nouvellement créé,.
 (février 2021).

#### 1914
- 3 - 8 août : transport par V.F., concentration dans la région de Rethel.
- 8 - 20 août : mouvement vers la Belgique dans la région de Charleroi.
- 21 - 23 août : engagée dans la bataille de Charleroi, combats dans les régions de Chamborgneau, Bouffioulx et Nalinnes en soutien du 5e régiment d'infanterie.
- 24 août - 5 septembre: Retraite française de la Belgique vers la France pour atteindre la Marne.

27 août : franchissement de l'Oise.
29 août : engagée dans la bataille de Guise, entre Guise et Origny-Sainte-Benoite.
30 août : passage par Laon et franchissement de l'Aisne le lendemain.
3 septembre : franchissement de la Marne à Verneuil.
- 6 - 10 septembre : engagée dans la bataille de la Marne, (bataille des Deux Morins). Une observation aérienne identifie une forte concentration d'artillerie allemande vers Montceaux-lès-Provins. Le régiment renforcé d'un groupe de 75 et d'un groupe de 120L disperse les forces allemandes leur occasionnant des pertes sensibles.
- 11 - 18 septembre : poursuite des troupes allemandes. Engagé dans la bataille de l'Aisne, le régiment subit des pertes importantes.
- octobre 1914 - avril 1915 : occupation d'un secteur devant le Godat. Mise en place d'un système de recoupement des lueurs de batteries allemandes à partir de trois observatoires afin de détruire le matériel allemand.

16 février, 13 mars : actions locales françaises.

#### 1915
- avril - 4 juillet : retrait du front, repos dans la région de Ville-en-Tardenois. Le 11 mai, le 3e corps d'armée est transporté en Artois.
- 4 juillet - 23 octobre : occupation d'un secteur vers Berthonval et Mont-Saint-Éloi.

25 - 28 septembre : engagé dans la bataille de l'Artois où le régiment est chargé pour la première fois de détruire des réseaux de fils de fer barbelés.
- 23 octobre - 13 décembre : mouvement de rocade, la 6e division d'infanterie relève une division britannique sur le front de la 6e armée et occupe un secteur vers Frise et Dompierre-Becquincourt.
- 13 décembre 1915 - 29 février 1916 : retrait du front, repos dans la région d'Amiens.

#### 1916
- 29 février - 29 mars : transport par camions dans la région de Vic-sur-Aisne, renforcement des positions de l'artillerie divisionnaire dans la région de la cote 138 au nord de Vic-sur-Aisne.
- 29 mars - 4 avril : retrait du front, repos dans la région de Villers-Cotterêts et de Cœuvres. À partir du 31 mars, transport par V.F. dans la région de Verdun.
- 4 avril - 6 mai : engagé dans la bataille de Verdun, occupation du secteur Tavannes - Vaux. Le régiment subit des pertes importantes en hommes et matériel. Le 6 mai, les trente-six canons du régiment sont détruits ou endommagés et doivent être tous remplacés.
- 6 - 28 mai : retrait du front, repos dans la région de Salmagne.
- 28 mai - 14 juin : mouvement vers le front, à nouveau engagé dans la bataille de Verdun dans le secteur de Souville. Le lieutenant-colonel de Miribel a sous ses ordres huit groupes de 75 et six groupes d'artillerie lourde.

31 mai : attaque allemande, prise du bois de la Caillette.
1er - 2 juin : tirs de barrage continuel pour bloquer la progression des troupes allemandes.
8 juin : attaque allemande en direction de Fleury, tirs de barrage nécessitant plus de quatre mille obus par jour pour certaines batteries, soit 30 tonnes de munition.
- 14 - 26 juin : relevé par l'artillerie divisionnaire de la 130e division d'infanterie, repos le long de la ligne de chemin de fer entre Bar-le-Duc et Ligny-en-Barrois.
- 26 juin - 1er décembre : mouvement vers le front, occupation d'un secteur vers le fort de Troyon.
- 2 décembre 1916 - 28 janvier 1917 : à nouveau engagé dans la bataille de Verdun, mouvement vers la ligne de front en renforcement de la 133e division d'infanterie entre Hardaumont et Bezonvaux.

#### 1917
- 29 janvier - 1er mars : retrait du front, repos et instruction au camp de Gondrecourt.
- 2 - 24 mars : renforcement de la ligne de front, mouvement vers le nord du Sanon, du 9 au 23 mars deux groupes de 75 du 22e régiment renforcent la défense de la forêt de Parroy.
- 24 mars - 6 mai : transport par V.F. de la région de Nancy vers la région de Château-Thierry ; à partir du 3 avril, le 22e régiment d'artillerie renforce l'artillerie de la 39e division d'infanterie vers Moussy-Verneuil et participe aux tirs de barrage roulant. Durant cette période le régiment perd plus de deux cents chevaux par blessures ou épuisement.
- 6 - 20 mai : retrait du front, le régiment réintègre la 6e division vers Fère-en-Tardenois.
- 20 mai - 7 juin : le régiment est associé à l'artillerie divisionnaire de la 13e division d'infanterie pour préparer une attaque sur le fort de la Malmaison. Cette attaque est finalement annulée.
- 7 - 28 juin : le régiment réintègre la 6e division d'infanterie dans la région de Vailly-sur-Aisne, actions locales continuelles.

24 juin : très violent bombardement allemand avec des obus toxiques et lacrymogènes.
- 28 juin - 13 août : mouvement de rocade, occupation d'un nouveau secteur dans le secteur de Pargnan et d'Ailles, actions locales de part et d'autre.

26 juillet : violente attaque allemande avec bombardement aux obus toxiques.
- 13 août - 1er septembre : retrait du front, repos et instruction au camp d'Onvillers.
- 2 septembre 1917 - 16 janvier 1918 : mouvement vers le front, occupation d'un secteur dans la région sud de Saint-Quentin. Les cantonnements sont bombardés régulièrement par l'aviation allemande.

#### 1918
- 17 janvier - 1er mars : retrait du front, repos et instruction au camp de Mailly.
- 2 mars - 2 juin : le régiment relève l'artillerie divisionnaire de la 36e division d'infanterie en Champagne dans la région de Tahure.
- 2 juin - 30 août : transport par V.F. de la Champagne en Picardie dans la région de Montmidier. À partir du 24 juin, occupation d'un secteur vers Gournay-sur-Aronde.

8 - 15 août : engagé dans la bataille de Picardie, les canons sont avancés à moins de 700 mètres du front pour pouvoir soutenir l'attaque. Contre-batterie allemande avec des tirs d'obus toxiques à base d'arsine et d'ypérite.
30 août : repli allemand derrière Catigny et le canal du Nord.
- 30 août - 12 septembre : retrait du front, regroupement avec la 6e division d'infanterie, repos.
- 12 septembre - 7 novembre : mouvement vers Château-Thierry, puis vers le front, occupation d'un secteur de front vers Paars.

26 septembre : occupation d'un secteur vers Baslieux-lès-Fismes et Blanzy-lès-Fismes, participe à la retraite des troupes allemandes au-delà de l'Aisne.
12 octobre : franchissement de l'Aisne et progression en direction du camp de Sissonne. Progression en lien avec la 6e division, puis retrait du front le 7 novembre.
- 7 - 11 novembre : retrait du front.

#### Pertes
Au cours de la Première Guerre mondiale, le régiment déplore la perte de quatorze officiers tués et 27 blessés ; de 41 gradés tués et 107 blessés ainsi que 103 canonniers tués et 419 autres blessés.

### Entre-deux-guerres
En 1920, le régiment est rattaché au 3e corps d'armée et au gouvernement militaire de Paris. Régiment d'artillerie de campagne hippomobile, il est caserné à Versailles.

### Seconde Guerre mondiale

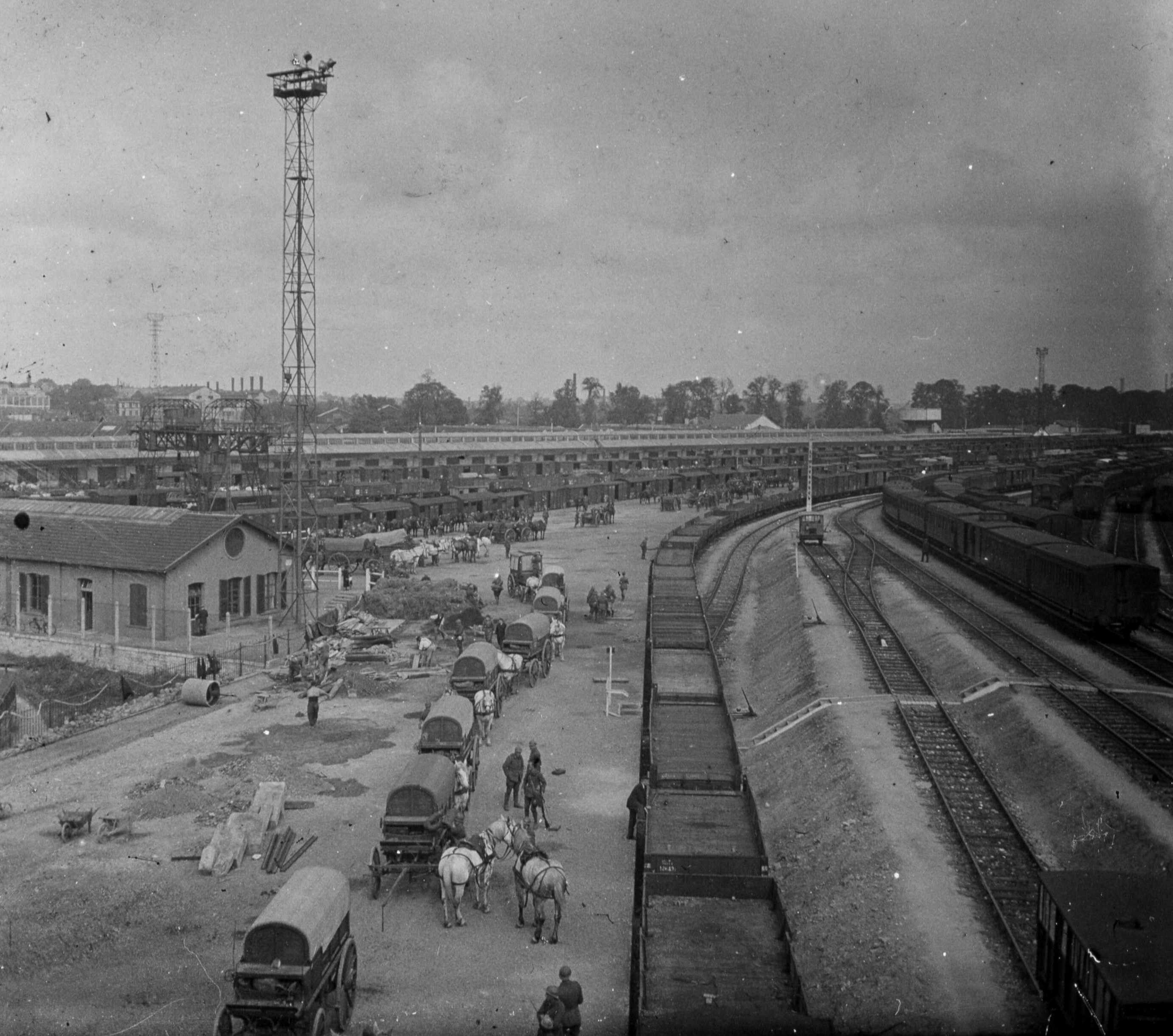
Préparatifs d'embarquement du à la gare de Caen le 12-09-1939.

Le 22e régiment d'artillerie divisionnaire est mobilisé le 8 septembre 1939 au CMA 3 (Caen et Cherbourg). Rattaché à la 53e division d'infanterie (qui devient ensuite 53e division légère d'infanterie), il participe à la bataille de France de 1940. Le XIe groupe du régiment est affecté à l'organe de défense côtière A.

## Étendard
Il porte, cousues en lettres d'or dans ses plis, les inscriptions suivantes :
- Les-Deux-Morins 1914 ;
- Verdun 1916 ;
- L'Aisne 1917 ;
- Noyon 1918

### Décorations
Sa cravate est décorée de la Croix de guerre 1914-1918 avec deux citations à l'ordre de l'armée.
Il porte la fourragère aux couleurs du ruban de la Croix de guerre 1914-1918.

## Personnalités ayant servi au22eRA
- Edmond Boichut (général), au 22e RAC en 1903 ;
- Catulle Cambier (homme politique communiste), au 22e RAC au début de 1914 (avant-guerre) ;
- Jean Estienne (général), colonel du 22e RAC entre 1914 et 1916 ;
- Gaston Goüin (industriel), au 22e RAC entre 1914 et 1916 ;
- Léo Lagrange (sous-secrétaire d'État aux sports en 1936), au 22e RAC en 1919.
- Robert Laurent-Vibert (industriel), au 22e RAC entre 1914 et 1916 ;
- Charles Nollet (général et ministre de la guerre en 1924-1925), au 22e RAC en 1892 ;
- Ernest Siben (général), au 22e RAC en 1882 ;
- Jacques Stosskopf (résistant), au 22e RAC en 1917-1919 ;

## Sources et bibliographie
- Histoire de l'armée française, Pierre Montagnon.
- Historique du 22e régt d'artillerie pendant la campagne contre l'Allemagne, Paris, H. Charles-Lavauzelle, 1920, 36 p., lire en ligne sur Gallica.
- Louis Susane : Histoire de l'artillerie Française
- Historiques des corps de troupe de l'armée française (1569-1900)